# Notophthiracarus trichosus
Notophthiracarus trichosus är en kvalsterart som först beskrevs av Sandór Mahunka 1988.  Notophthiracarus trichosus ingår i släktet Notophthiracarus och familjen Phthiracaridae. Inga underarter finns listade i Catalogue of Life.